# Convalida soggettiva
La convalida soggettiva è un bias cognitivo in base al quale una persona considererà corretta un'affermazione o un'altra informazione se essa ha un significato o una rilevanza personale. In altre parole, una persona la cui opinione è influenzata dalla convalida soggettiva percepirà due eventi non correlati (cioè una coincidenza) come correlati, perché la sua convinzione personale richiede che siano collegati. Strettamente correlata all'effetto Forer, la convalida soggettiva è un elemento importante nella lettura a freddo. È considerato il motivo principale dietro la maggior parte delle segnalazioni di fenomeni paranormali.
Il termine subjective validation (convalida soggettiva) è apparso per la prima volta nel libro The Psychology of the Psychic del 1980 di David F. Marks e Richard Kammann.
La convalida soggettiva è un concetto usato per aiutare a descrivere un effetto che si verifica comunemente. Le persone tendono a credere o ad accettare un'idea o un'affermazione se essa si presenta a loro in modo personale o positivo. Un importante esempio di effetto di convalida soggettiva sono gli oroscopi, in quanto essi contengono affermazioni molto vaghe che possono applicarsi a molte situazioni della propria vita, come ad esempio: "succederà qualcosa di buono oggi". Quindi, mentre ci si trova in viaggio per lavoro, si trova una moneta e si contribuisce così alla convalida di quanto scritto nell'oroscopo.
Molte delle convalide fornite non sono necessariamente vere, ma sono efficaci perché le persone desiderano che siano vere su se stesse. Pensando ad esempio ai biscotti della fortuna, ognuno desidera essere "una persona allegra che tutti vogliono avere attorno". Le persone tendono a pensare a se stesse in termini di valori autopercepiti come importanti, anche se in realtà esse non mostrano tali valori. Se un'informazione esterna conferisce loro tali valori, le persone tendono a credere di possederli.
Questo effetto può essere visto anche quando si tratta di salute. Ad esempio, se a qualcuno piace mangiare la cioccolata, se dovesse imbattersi in un articolo che parla di quanto sia salutare la cioccolata, egli tenderà a crederci di più perché questo "convalida" l'idea di mangiare più cioccolata.